# Eleição municipal de Campinas em 2000
A eleição municipal de Campinas em 2000 ocorreu entre os dias 1 e 29 de outubro do mesmo ano, para a eleição de um prefeito, um vice-prefeito e mais 21 vereadores. O prefeito Chico Amaral (PMDB) terminara seu mandato em 1 de janeiro de 2001. 
Como nenhum candidato atingiu 50+1% houve segundo turno entre Toninho Santos (PT) e Carlos Sampaio (PSDB), vencendo a disputa eleitoral Toninho Santos, governando a cidade pelo período de 1º de janeiro de 2001 a 31 de dezembro de 2004.

## Candidatos a prefeito
|  | Nº | Candidato(a) a prefeito | Candidato(a) a prefeito                              | Candidato(a) a vice-prefeito | Candidato(a) a vice-prefeito                                  | Coligação |
|  | -- | ----------------------- | ---------------------------------------------------- | ---------------------------- | ------------------------------------------------------------- | --- |
|  | 11 |                         | Álvaro Iglesias (PPB) Álvaro César Iglesias          |                              | Natal Gale (PPB) Natal Gale                                   | Partido não coligado - Partido Progressista Brasileiro (PPB) |
|  | 13 |                         | Toninho do PT (PT) Antônio da Costa Santos           |                              | Izalene Tiene (PT) Izalene Tiene                              | Coragem de Mudar - Partido dos Trabalhadores (PT) - Partido Socialista dos Trabalhadores Unificado (PSTU)                                                                     |
|  | 45 |                         | Carlos Sampaio (PSDB) Carlos Henrique Focesi Sampaio |                              | Ester Viana (PSDB) Ester Aparecida Viana                      | Partido não coligado - Partido da Social Democracia Brasileira (PSDB) |
|  | 12 |                         | Dr. Hélio (PDT) Hélio de Oliveira Santos             |                              | Francisco Sellin (PTB) Francisco Sellin                       | Viva Campinas - Partido Democrático Trabalhista (PDT) - Partido Trabalhista Brasileiro (PTB) - Partido Comunista do Brasil (PCdoB) - Partido Humanista da Solidariedade (PHS) |
|  | 40 |                         | Jacó Bittar (PSB) Jacó Bittar                        |                              | Arnaldo Gallo Filho (PSB) Hugo Arnaldo Gallo Mantellato Filho | Partido não coligado - Partido Socialista Brasileiro (PSB) |
|  | 36 |                         | Josias Abom (PRN) Josias da Silva Caetano            |                              | Ruth Moreno (PRN) Ruth Moreno                                 | Partido não coligado - Partido da Reconstrução Nacional (PRN) |
|  | 18 |                         | Luiz Moreira (PST) Luiz Carlos Moreira               |                              | Roberto Felizardo (PST) Paulo Roberto Felizardo               | Renovação com Segurança - Partido Social Trabalhista (PST) - Partido Social Democrático (PSD)                                                                                 |
|  | 15 |                         | Luiz Rossini (PMDB) Luiz Carlos Rossini              |                              | Stela Borghi (PL) Maria Stela de Toledo Borghi Bertin         | Todos por Campinas - Partido do Movimento Democrático Brasileiro (PMDB) - Partido Liberal (PL) - Partido da Mobilização Nacional (PMN) - Partido Verde (PV)                   |
|  | 27 |                         | Osmar Simionatto (PSDC) Osmar Baldin Simionatto      |                              | Leonardo Regalino (PSDC) Leonardo Regalino                    | Partido não coligado - Partido Social Democrata Cristão (PSDC) |
|  | 23 |                         | Petterson Prado (PPS) Petterson Prado                |                              | Davi Zaia (PPS) David Zaia                                    | Temos Que Fazer Mais - Partido Popular Socialista (PPS) - Partido Social Cristão (PSC) - Partido Republicano Progressista (PRP)                                               |
|  | 25 |                         | Roberto Mingone (PFL) José Roberto Mingone           |                              | Luiz Carlos Pinto (PFL) Luiz Carlos Pinto                     | Avança Campinas - Partido da Frente Liberal (PFL) - Partido Trabalhista do Brasil (PTdoB) - Partido Trabalhista Nacional (PTN) - Partido Social Liberal (PSL)                 |

## Resultado da eleição para prefeito
| 1º Turno 1 de outubro de 2000 | 1º Turno 1 de outubro de 2000 | 1º Turno 1 de outubro de 2000 | 1º Turno 1 de outubro de 2000 |
| Candidato(a)                  | Vice                          | Votação                       | Votação                       |
| Candidato(a)                  | Vice                          | Total                         | Porcentagem                   |
| ----------------------------- | ----------------------------- | ----------------------------- | ----------------------------- |
| Toninho Santos (PT)           | Izalene Tiene (PT)            | 188.417                       | 39,22%                        |
| Carlos Sampaio (PSDB)         | Ester Viana (PSDB)            | 106.896                       | 22,25%                        |
| Dr. Hélio (PDT)               | Francisco Sellin (PTB)        | 78.348                        | 16,31%                        |
| Jacó Bittar (PSB)             | Arnaldo Gallo Filho (PSB)     | 36.041                        | 7,50%                         |
| Luiz Rossini (PMDB)           | Stela Borghi (PL)             | 23.681                        | 4,93%                         |
| Petterson Prado (PPS)         | Davi Zaia (PPS)               | 18.450                        | 3,84%                         |
| Roberto Mingone (PFL)         | Luiz Carlos Pinto (PFL)       | 16.929                        | 3,52%                         |
| Álvaro Iglesias (PPB)         | Natal Gale (PPB)              | 7.849                         | 1,63%                         |
| Josias Abom (PRN)             | Ruth Moreno (PRN)             | 1.929                         | 0,40%                         |
| Luiz Moreira (PST)            | Roberto Felizardo (PST)       | 1.367                         | 0,29%                         |
| Osmar Simionatto (PSDC)       | Leonardo Regalino (PSDC)      | 536                           | 0,11%                         |
| Total de votos válidos        | Total de votos válidos        | 480.443                       | 100,00%                       |
| Votos apurados                |                               |                               |                               |
| Votos válidos                 | Votos válidos                 | 480.443                       | 90,47%                        |
| Votos em branco               | Votos em branco               | 24.316                        | 4,58%                         |
| Votos nulos                   | Votos nulos                   | 26.315                        | 4,95%                         |
| Total de votos apurados       | Total de votos apurados       | 531.074                       | 100,00%                       |
| Eleitores                     |                               |                               |                               |
| Comparecimento                | Comparecimento                | 531.074                       | 85,04%                        |
| Abstenções                    | Abstenções                    | 93.453                        | 14,96%                        |
| Total de eleitores            | Total de eleitores            | 624.527                       | 100,00%                       |

| 2º Turno 29 de outubro de 2000 | 2º Turno 29 de outubro de 2000 | 2º Turno 29 de outubro de 2000 | 2º Turno 29 de outubro de 2000 |
| Candidato(a)                   | Vice                           | Votação                        | Votação                        |
| Candidato(a)                   | Vice                           | Total                          | Porcentagem                    |
| ------------------------------ | ------------------------------ | ------------------------------ | ------------------------------ |
| Toninho Santos (PT)            | Izalene Tiene (PT)             | 290.132                        | 59,79%                         |
| Carlos Sampaio (PSDB)          | Ester Viana (PSDB)             | 195.143                        | 40,21%                         |
| Total de votos válidos         | Total de votos válidos         | 485.275                        | 100,00%                        |
| Votos apurados                 |                                |                                |                                |
| Votos válidos                  | Votos válidos                  | 485.275                        | 92,86%                         |
| Votos em branco                | Votos em branco                | 15.031                         | 2,87%                          |
| Votos nulos                    | Votos nulos                    | 22.301                         | 4,27%                          |
| Total de votos apurados        | Total de votos apurados        | 522.607                        | 100,00%                        |
| Eleitores                      |                                |                                |                                |
| Comparecimento                 | Comparecimento                 | 522.607                        | 83,68%                         |
| Abstenções                     | Abstenções                     | 101.920                        | 16,32%                         |
| Total de eleitores             | Total de eleitores             | 624.527                        | 100,00%                        |